# Castelo Rodrigo (Burg)

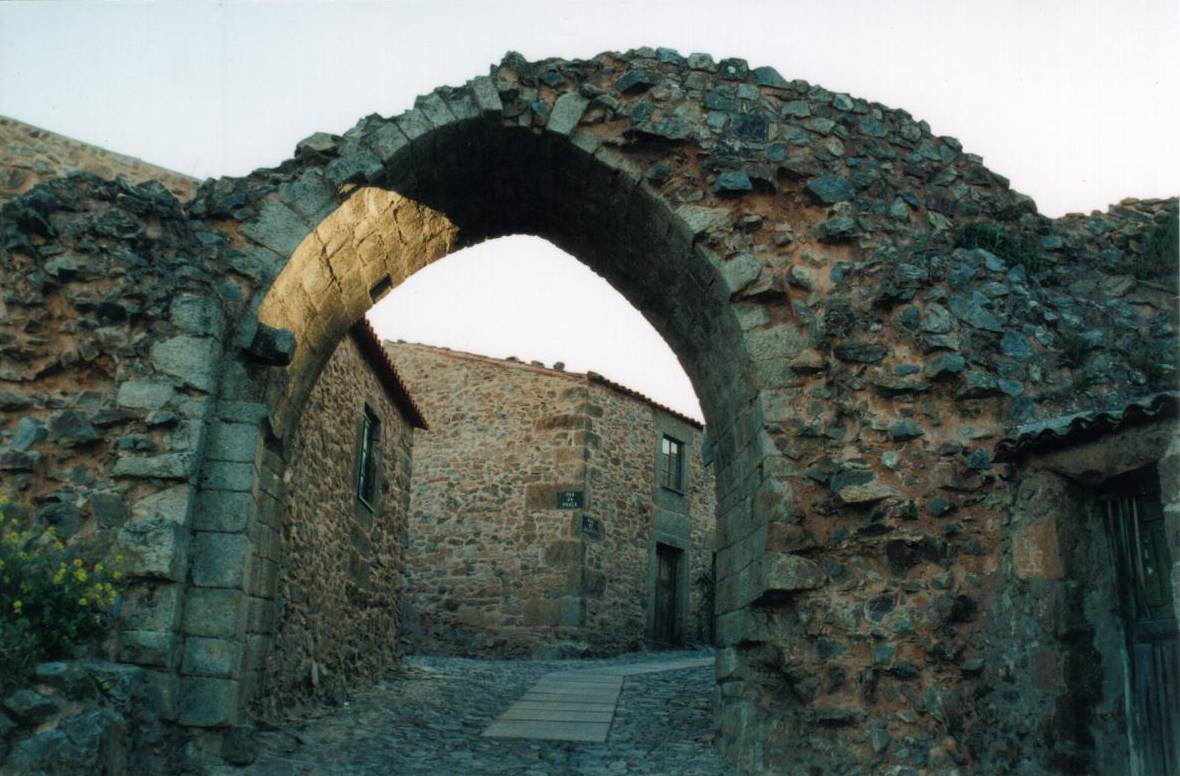
Castelo Rodrigo

Das Castelo Rodrigo ist eine Burg in der gleichnamigen Freguesia Castelo Rodrigo in Figueira de Castelo Rodrigo, Portugal. Es ist seit 1922 ein nationales Denkmal.